# Husycka wyprawa nad Bałtyk

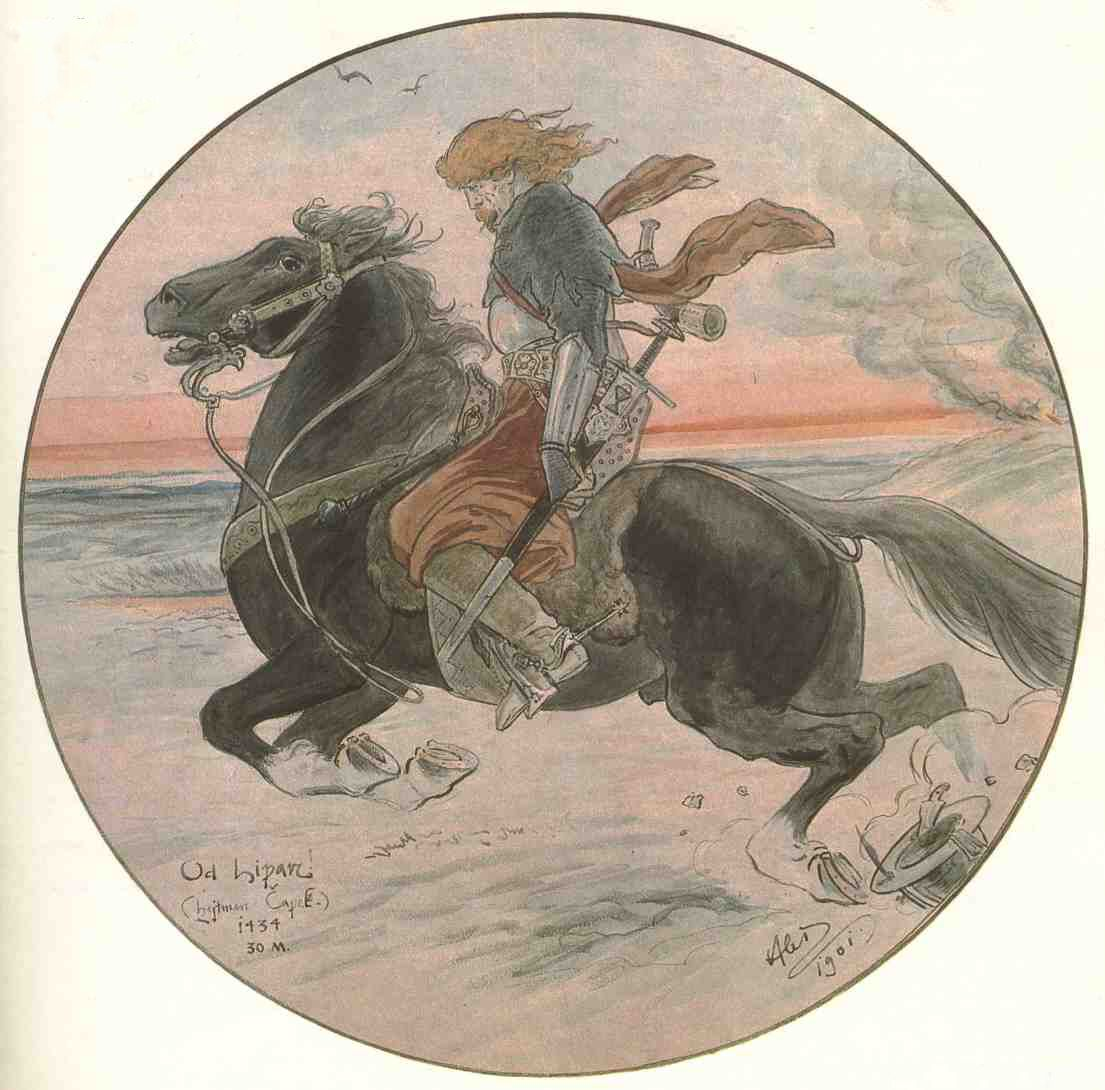
Mikoláš Aleš, Jan Čapek z Sán

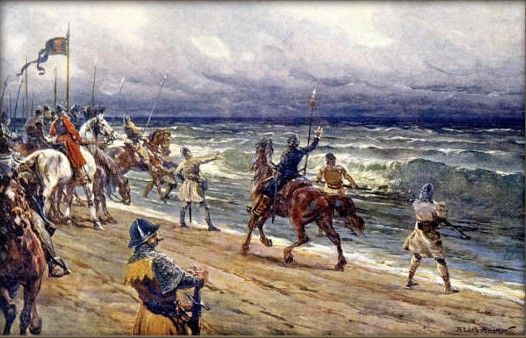
Adolf Liebscher, Czesi nad Bałtykiem

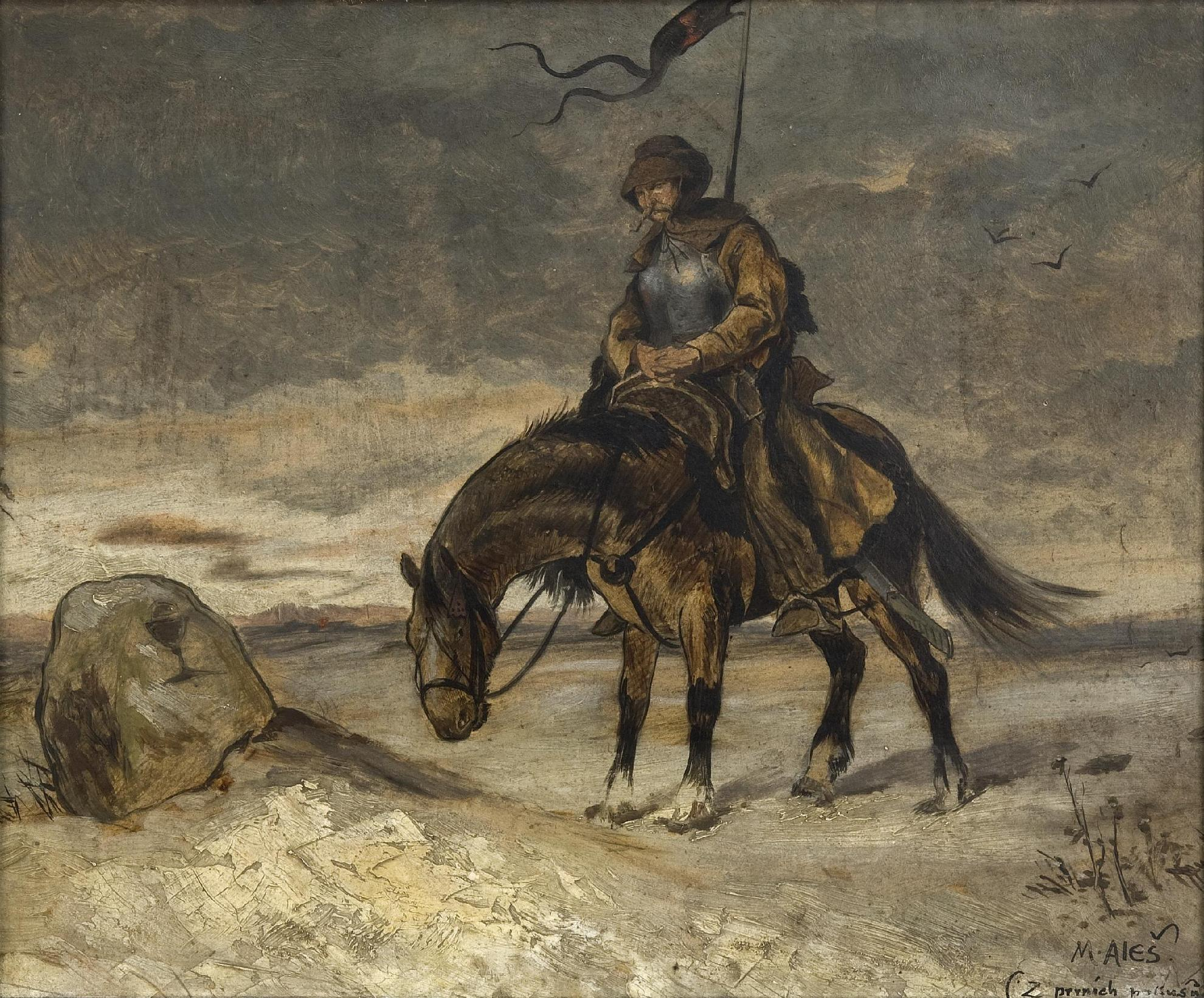
Mikoláš Aleš, Husyta nad Bałtykiem

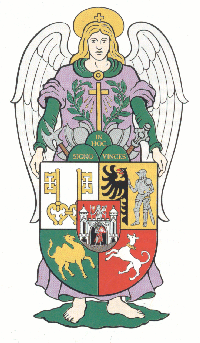
Wielbłąd podarowany husytom przez króla Władysława II Jagiełłę, widoczny w herbie Pilzna

Husycka wyprawa nad Bałtyk – kampania będąca jedną z najsłynniejszych rejz przeprowadzona przez husytów w 1433 roku. Armia sierotek pod dowództwem hetmana Jana Čapka z Sán podczas tej wyprawy walczyła po stronie króla polskiego i najwyższego księcia litewskiego Władysława II Jagiełły przeciwko Krzyżakom. Husyci wraz ze swoimi polskimi sojusznikami przeszli przez Łużyce, Nową Marchię i tereny państwa zakonu krzyżackiego. W pobliżu dzisiejszego Gdańska husyci dotarli do wód Morza Bałtyckiego.
Krzyżacy zawarli rozejm z królem Władysławem II pod naciskiem grabieży i zniszczeń jakich dopuściły się sierotki i Polacy. Husyci z pokaźnym łupem pomyślnie powrócili do Czech, gdzie przyłączyli się do trwającego oblężenia katolickiego Pilzna.
Wyprawa nad Bałtyk stała się inspiracją dla wielu czeskich pisarzy. Do najbardziej znanych dzieł literackich należą poemat Svatopluka Čecha Husita na Baltu i opowiadanie Aloisa Jiráska Tčevská hranice.

## Przyczyny
W latach 1427–1431 współpraca poszczególnych odłamów husyckich doprowadziła do ustabilizowania się władzy w Czechach. W tym czasie husyci pod wodzą Prokopa Wielkiego rozpoczęli wyprawy na terytoria wroga, zwłaszcza do krajów sąsiadujących z krajami korony czeskiej, Austrią, niemiecką częścią Świętego Cesarstwa Rzymskiego i Górnymi Węgrami. Głównymi celami tych kampanii było szerzenie idei husyckich za granicą, a przede wszystkim zdobycie łupów na coraz kosztowniejsze utrzymanie wojsk polowych. Z biegiem czasu husyccy „boży bojownicy” zaczęli zmieniać się w zwykłych najemników, którzy nie walczyli już o pierwotne ideały, ale za żołd. Zła pogoda i następujące po niej katastrofalne nieurodzaje w całych Czechach na początku lat trzydziestych XV wieku jeszcze bardziej zwiększyły zapotrzebowanie na wojska polowe w celu zapewnienia aprowizacji i żołdu poza terytorium Królestwa. Najlepszą opcją wydawało się opuszczenie kraju i udanie się na rejzę poza terytorium Czech.
Latem 1432 roku doszło zatem do zawarcia w polskich Pabianicach ugody pomiędzy przedstawicielami króla polskiego, sierotek i taborytów. Husyci obiecali Polakom pomoc militarną w toczącej się wojnie z Krzyżakami. Król Polski Władysław II Jagiełło, który oczekiwał od oddziałów polowych dobrej jakości siły bojowej, zobowiązał się płacić husytom żołd oraz zapewniać niezbędne uzbrojenie i żywność. Ponadto kazał wysłać do Czech 400 par butów i obiecał pokryć wszelkie straty żołnierzy i ich koni. Wbrew pierwotnym założeniom króla Władysława do jego służby weszła jedynie armia sierotek pod wodzą Jana Čapka z Sán. Taboryci pod dowództwem Jana Pardusa z Vratkova i Biedrzycha ze Strażnicy traktowali priorytetowo grabieże na terenie Śląska i Spisza. We wrześniu 1432 roku sejm w Kutnej Horze zatwierdził treść ugody w Pabianicach.

## Wyprawa
Pod koniec kwietnia 1433 roku armia sierotek opuściła Czechy dwiema kolumnami i wyruszyła na Górne Łużyce. Pierwsza kolumna maszerowała z Czeskiego Dubu przez ziemię frydlancką i dalej wzdłuż Nysy Łużyckiej do miasta Penzig (Pieńsk). Postawiło to miasta Górnych Łużyc w stan pogotowia, ale husyci je omijali. Druga kolumna sierotek przybyła ze wschodnich Czech w okolicach Hirschbergu (Jelenia Góra). Połączenie obu kolumn nastąpiło w okolicach wsi Bobrowice. Szacuje się, że połączona armia husycka liczyła 7 tysięcy piechoty, 700 kawalerii i 350 taborów. Po problematycznej przeprawie przez Odrę w Głogowie rycerz krakowski Piotr Szafraniec z Pieskowej Skały wraz z dwustu ludźmi dołączył do sierotek. Zjednoczona armia kontynuowała marsz przez Wielkopolskę do przygranicznego miasta Santok, po czym skierowała się na teren Nowej Marchii.
W Nowej Marchii sierotki zajęły miasto Friedeberg (Strzelce Krajeńskie) około 10 czerwca, po czym spaliły w beczkach po smole trzech księży katolickich znajdujących się w tym mieście. Po tej egzekucji dwanaście miast kolejno poddawało się nacierającej armii – wśród nich także miasto Woldenberg (Dobiegniew). Pod dobrze ufortyfikowanym Landsbergiem (Gorzów Wielkopolski) do sierotek dołączyła silna armia wojewody poznańskiego Sędziwoja Ostroroga. Jednak nawet zjednoczone wojska nie miały dość sił, aby zdobyć miasto, którego broniło około tysiąca obrońców. Dlatego husyci i ich sojusznicy udali się dalej w stronę morza. Zajęli opuszczony Soldin (Myślibórz) i udali się do silnie ufortyfikowanego miasta Königsberg (Chojna) i dalej do Arnswalde (Choszczno).
W połowie czerwca do wyprawy dołączył książę pomorski Bogusław IX, wspierany przez miasto Stargard i kilku innych pomorskich szlachciców. Sierotki i ich polscy sojusznicy wkroczyli następnie na terytorium zakonu krzyżackiego, skierowali się do Schlochau (Człuchów) i natychmiast wraz z główną armią polską dowodzoną przez Mikołaja z Michałowa oblegli 6 lipca potężną twierdzę zakonną w Konitz (Chojnice). Oblężenie dobrze ufortyfikowanej i zaopatrzonej twierdzy dowodzonej przez Erazma Fischborna trwało sześć tygodni. Husyci nie mogli używać ciężkiej broni palnej, której nie zabrali ze sobą na wyprawę podczas zdobywania miasta. Odparty atak i problemy z zaopatrzeniem zasiały niezgodę wśród dowódców wojsk oblężniczych. Jan Čapek z Sán nie zgodził się ze stanowiskiem polskich dowódców wojskowych, domagających się bezwarunkowego zdobycia miasta i zalecił podjęcie rokowań z dowódcą garnizonu Fischbornem. Jednak polscy dowódcy wymusili atak, który przeprowadzony przez Polaków i husytów 22 lipca, został z łatwością odparty przez obrońców. Podczas tego ataku wielu napastników wpadło w bagna, a kilku z nich uratowali dopiero obrońcy Chojnic, wymieniając ich za swoich. Wyprawa odstąpiła od oblężenia, a sierotki i Polacy skierowali się na wschód, ku centrum państwa zakonu krzyżackiego.

Po zdobyciu opactwa cystersów w Pelplinie, Czesi i Polacy postanowili zaatakować twierdzę w Tczewie. Miasto zostało podpalone i zdobyte zaraz po pierwszym ataku 29 sierpnia. W okupowanym Tczewie wielu jeńców wpadło w ręce husytów, a zdobywcy uzyskali tu pokaźny łup. Husyci pojmali tu m.in. czeskich najemników walczących w służbie wielkiego mistrza zakonu i spalili ich na stosie. Następnie husyci ruszyli w stronę morza, po czym 1 września 1433 roku stanęli przed miastem portowym Danzig (Gdańsk). Wyprawa rozbiła obóz na Biskupiej Górce niedaleko miasta, ale ponieważ Gdańsk był dobrze ufortyfikowany, sierotki nawet nie próbowały go dłużej oblegać. Po czterech dniach przedostali się nad pobliskie morze, paląc pobliskie opactwo w Oliwie. 4 września stanęli na brzegu Morza Bałtyckiego; według kronikarzy husyci bawili się nad morzem jak małe dzieci i napełniali swoje bidony wodą morską. Część sierotek została pasowana na rycerzy nad brzegiem morza. 

Oto bracia, przyznaję się wam, że osiągnąwszy w tym miejscu koniec świata, nie mogę się dalej posuwać, ponieważ wzbraniają mi tego morskie wody!

Z Gdańska armia husycka wycofała się do Starogardu. W czasie gdy zakon ze stroną polską toczył negocjacje pokojowe, wyprawa ruszyła dalej na południe. Minęła Bydgoszcz i sierotki zdobyły graniczny zamek w Jasińcu. 13 września wynegocjowano tu rozejm. Sierotki nie czekały na kolejne rokowania pokojowe, które przeciągały się aż do końca 1433 roku. Ostateczny pokój pomiędzy zakonem a królem polskim został wynegocjowany dopiero w połowie grudnia w Łęczycy. W międzyczasie armia sierotek powróciła do Czech przez Kujawy i Wielkopolskę. Sierotki pod wodzą Jana Čapka z Sán odwiedziły dwór króla polskiego, który wypłacił wyprawie pokaźny żołd i hojnie nagrodził dowódców husyckich. Jako dodatkowy prezent podarował hetmanowi Janowi Čapkowi z Sán wielbłąda jako trofeum.

## Konsekwencje
Husycka wyprawa nad Bałtyk jest najsłynniejszą i prawdopodobnie najbardziej udaną kampanią husytów poza granice Królestwa Czech. Wyprawa sierotek Jana Čapka z Sán, która dostarczyła armii polowej pokaźnych łupów, zakończyła okres rejz. Jednak sierotki i taboryci nie dostarczyli do Czech wystarczających zapasów z łupieżczych wypraw, a dalsze utrzymanie wojsk polowych w Czechach, gdzie po kolejnym katastrofalnym nieurodzaju w 1433 roku, istniało realne zagrożenie wielkim głodem, było praktycznie niemożliwe.
Większość oddziałów sierotek po powrocie do domu dołączyła do trwającego oblężenia katolickiego Pilzna. Wielbłąd, którego przywieźli ze sobą husyci, został schwytany przez obrońców Pilzna podczas jednego z ich wypadów i dlatego zwierzę można zobaczyć w herbie Pilzna.